# Ashton Moio
Ashton Moio (Van Nuys, 22 dicembre 1991) è un attore e stuntman statunitense.
È noto per aver interpretato Rico nella serie Twisted.

## Biografia
Il padre di Moio è uno stuntman ed ha introdotto Moio nel mondo degli stuntman quando egli era ancora un bambino.
Moio ha frequentato la Pinecrest Schools in California.

## Curiosità
- Suona il basso nella rock band Drive A.
- Moio era compagno di scuola di Elliot Rodger.
- È cintura nera nel Taekwondo.

## Filmografia

### Attore

#### Cinema
- Capitan Zoom - Accademia per supereroi (Zoom), regia di Peter Hewitt (2006)
- Blood Story (Let Me In), regia di Matt Reeves (2010)
- Rosewood Lane, regia di Victor Salva (2011)
- In Our Hands, regia di Peter Bruenner - cortometraggio (2011)
- Hunger Games, regia di Gary Ross (2012) Non accreditato
- Hunger Games: La ragazza di fuoco (The Hunger Games: Catching Fire), regia di Francis Lawrence (2013) Non accreditato - Scene d'archivio
- 15, regia di Luka Joncich e Ben Tan - cortometraggio (2014)
- No Kid-ing!, regia di Monette Moio - cortometraggio (2014) Uscito in home video
- Dope - Follia e riscatto (Dope), regia di Rick Famuyiwa (2015)
- Insidious 3 - L'inizio (Insidious: Chapter 3), regia di Leigh Whannell (2015)
- Assassin's Creed: Dissent, regia di Wayne Dalglish - cortometraggio (2017)
- Division 19, regia di S.A. Halewood (2017)
- Your Own Road, regia di Brandon Buczek (2017)
- Haunting on Fraternity Row, regia di Brant Sersen (2018)
- Furlong, regia di Adam Meeks - cortometraggio (2019)
- Wendy's Baconfest, regia di Dan Opsal - cortometraggio (2019) Uscito in home video
- Blue Heart, regia di Corwin Garber (2019)
- The Liquor Store Incident, regia di Wayne Dalglish - cortometraggio (2019)
- Permanent Record, regia di Tracy Pellegrino - cortometraggio (2020)

#### Televisione
- Over There – serie TV, 1 episodio (2005)
- Dexter – serie TV, 1 episodio (2006)
- Tutti odiano Chris (Everybody Hates Chris) – serie TV, 1 episodio (2007)
- Zoey 101 – serie TV, 1 episodio (2008)
- iCarly – serie TV, 1 episodio (2009)
- No Ordinary Family – serie TV, 1 episodio (2010)
- NCIS - Unità anticrimine (NCIS) – serie TV, 1 episodio (2012)
- Video Game High School – serie TV, 2 episodi (2012)
- The Newsroom – serie TV, 1 episodio (2012)
- The 4 to 9ers, regia di James Widdoes – film TV (2012)
- BlackBoxTV – serie TV, 1 episodio (2012)
- Twisted: Socio Studies 101, regia di [[]] – film TV (2013)
- Criminal Minds – serie TV, 1 episodio (2013) Non accreditato
- Twisted – serie TV, 20 episodi (2013-2014)
- Battle Creek – serie TV, 1 episodio (2015)
- Teen Wolf – serie TV, 4 episodi (2015)
- Murder in the First – serie TV, 1 episodio (2015)
- Recovery Road – serie TV, 1 episodio (2016)
- Shooter – serie TV, 1 episodio (2016)
- Sweet/Vicious – serie TV, 2 episodi (2016-2017)
- Lucifer – serie TV, 2 episodi (2017)
- Escape the Night – serie TV, 1 episodio (2017)
- Alive in Denver – serie TV, 8 episodi (2018)
- Eclipse – serie TV (2019)
- L.A.'s Finest – serie TV, 1 episodio (2019)
- Veronica Mars – serie TV, 2 episodi (2019)
- Regina del Sud (Queen of the South) – serie TV, 1 episodio (2019) Non accreditato
- Unbelievable – miniserie TV, 1 episodio (2019)
- S.W.A.T. – serie TV, 1 episodio (2020)

### Stuntman

#### Cinema
- The Ring 2 (The Ring Two), regia di Hideo Nakata (2005)
- L'altra sporca ultima meta (The Longest Yard), regia di Peter Segal (2005)
- Mein Name ist Eugen, regia di Michael Steiner (2005)
- Cappuccetto rosso (Red Riding Hood), regia di Randal Kleiser (2006)
- Capitan Zoom - Accademia per supereroi (Zoom), regia di Peter Hewitt (2006)
- Take, regia di Charles Oliver (2007)
- La guerra di Charlie Wilson (Charlie Wilson's War), regia di Mike Nichols (2007) Non accreditato
- Fratellastri a 40 anni (Step Brothers), regia di Adam McKay (2008)
- Blood Story (Let Me In), regia di Matt Reeves (2010) Non accreditato
- Hop, regia di Tim Hill (2011) Non accreditato
- The Escape, regia di James Connelly - cortometraggio (2011)
- Project X - Una festa che spacca (Project X), regia di Nima Nourizadeh (2012)
- Hunger Games, regia di Gary Ross (2012) Non accreditato
- La notte del giudizio (The Purge), regia di James DeMonaco (2013)
- Senza uscita (Not Safe for Work), regia di Joe Johnston (2014)
- They Call Me Superseven, regia di Scott Rhodes (2016)
- Papi Chulo, regia di John Butler (2018)
- The Thinning: New World Order, regia di Michael J. Gallagher (2018)
- Wrath of Man, regia di Guy Ritchie (2021)

#### Televisione
- Behind the Action: Stuntmen in the Movies, regia di Eric Press – film TV documentaristico (2002)
- Jimmy fuori di testa (Re-Animated), regia di Bruce Hurwit – film TV (2006)
- Tutti odiano Chris (Everybody Hates Chris)  – serie TV, 2 episodi (2007)
- Team Spitz – film TV (2010)
- Victorious – serie TV, 1 episodio (2011)
- Video Game High School – serie TV (2012)
- Shooter – serie TV (2016)
- The Sandra West Diaries – serie TV, 2 episodi (2016-2020)
- The Legend of Master Legend, regia di James Ponsoldt – film TV (2017)
- The Orville – serie TV, 5 episodi (2017) Non accreditato
- Penny Dreadful: City of Angels – serie TV, 1 episodio (2020)

### Sceneggiatore
- The Liquor Store Incident, regia di Wayne Dalglish - cortometraggio (2019)

### Produttore
- The Liquor Store Incident, regia di Wayne Dalglish - cortometraggio (2019)

### Montatore
- The Liquor Store Incident, regia di Wayne Dalglish - cortometraggio (2019)